# Акамбе
Акамбе (яп. あかんべえ) — поширений японський жест, найбільш відомий своїми проявами в манзі й аніме, характерний для цундере-персонажів, як правило, юного віку. Він полягає в тому, що людина вказівним пальцем відтягує вниз нижню повіку, оголяючи внутрішню її частину. Часто це супроводжується висунутим кінчиком язика і звуком «Behhh-dah»! (яп. べえだ). Вважається, що так само одна людина дратує іншу або виявляє неповагу.

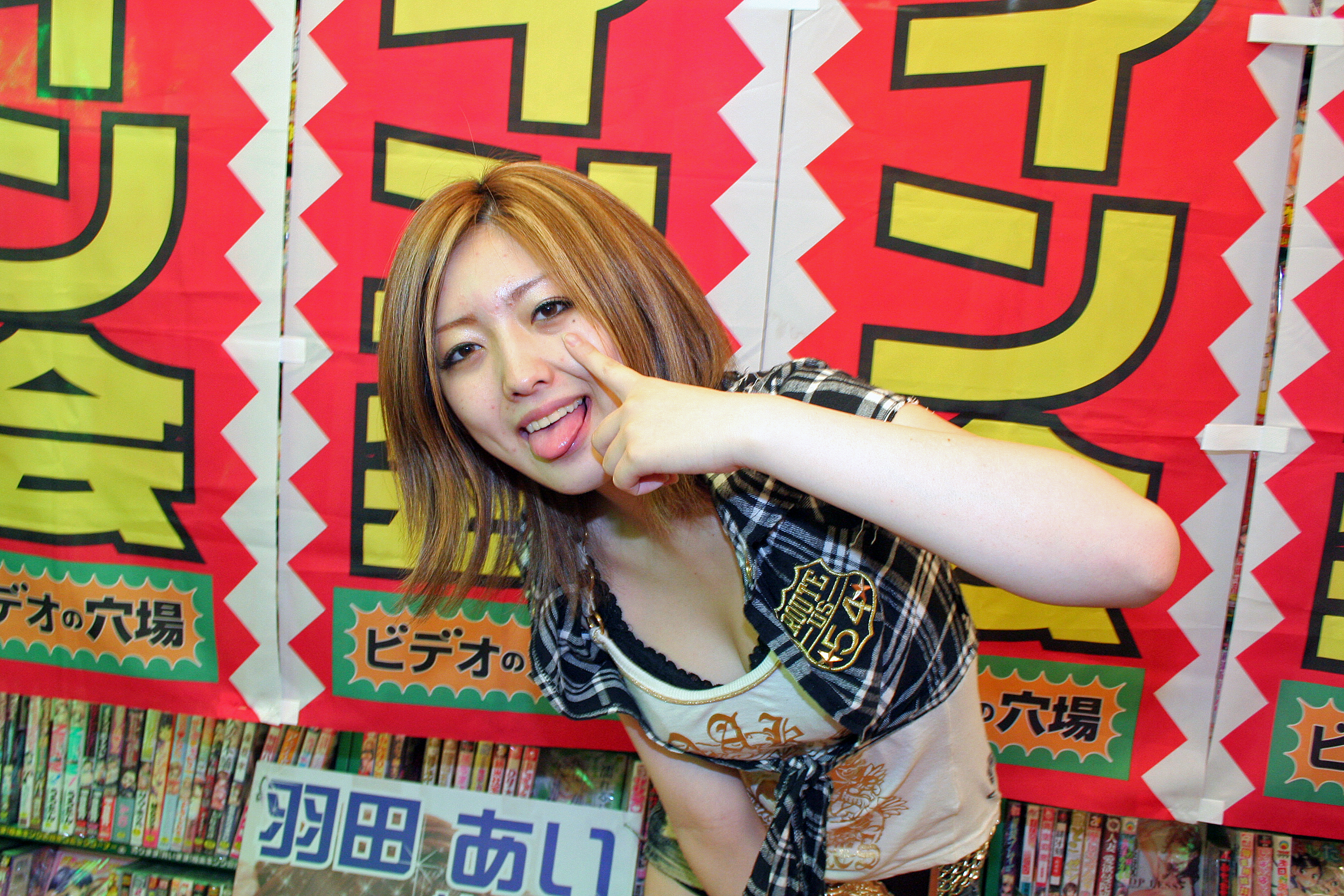

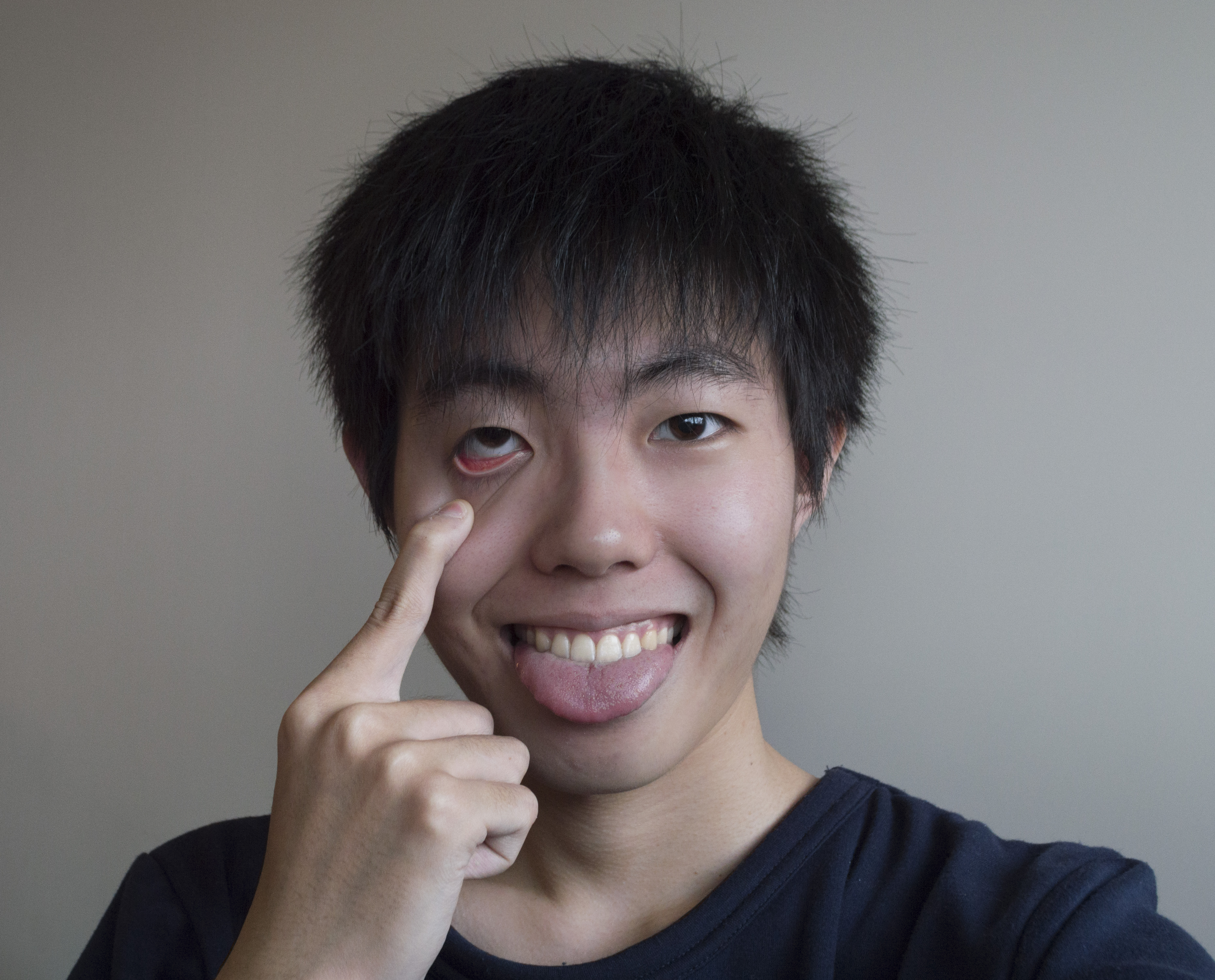
Акамбе обличчя

Можливо, цей жест є запозиченим з французької культури. Це може підкріплювати факт досить пізньої його появи — термін уперше згадується на початку XX століття автором Катаєм Таямою, у його історії «Inaka Kyoshi» (укр. «Сільський учитель»), як жест, використовуваний студентами чоловічої статі. По сюжету, він говорить про етимологічне походження цього терміна від «Akai me» (яп. 赤い目), що означає «червоні очі».

## В інших країнах
В Італії цей жест може означати «будьте обережні», на Філіппінах означає бажання заплакати, в Австралії й Іспанії може асоціюватися з сексуальним бажанням. Також у більшості країн (Велика Британія, Франція) окремо показаний язик може бути спробою зачепити або подражнити співрозмовника.